# Centipede (computerspel)
Centipede is een computerspel dat in 1980 werd uitgebracht door Atari als arcadespel. Het spel is ontworpen door Ed Logg en de ontwerpster Dona Bailey.

## Gameplay
De speler is verdwaald in het magische bos. Met een toverstaf moet hij zich beschermen tegen de ongewenste bewoners van het bos, zoals duizendpoten, spinnen, schorpioenen en vlooien. Als de speler gebeten wordt door een insect, raakt hij tijdelijk verlamd en verliest een van de drie toverstaven. De speler kan de volgende tegenstanders tegenkomen:
- de duizendpoot valt de speler in twaalf beurten aan. In de eerste beurt heeft de duizendpoot één hoofd, dat verbonden is met elf lichaamsdelen. Bij de tweede beurt heeft één duizendpoot negen lichaamsdelen. Tevens bevindt zich dan een duizendpoot op het veld, die geen lichaamsdelen heeft. Elk lichaamsdeel verandert per beurt dus in een losse duizendpoot. In de laatste beurt moet de speler het opnemen tegen twaalf duizendpoten.
- de spin moet de speler dwarsbomen bij het aanvallen van de duizendpoot. Wanneer de spin een paddenstoel aanraakt, wordt deze vernietigd.
- de vlooien verschijnen wanneer de speler een paddenstoel heeft vernietigd. Deze maakt nieuwe paddenstoelen aan en verdwijnt pas als hij twee keer wordt geraakt.
- de schorpioen verschijnt in de derde beurt en vergiftigt elke paddenstoel die hij aanraakt.

De paddenstoelen in het spel vormen een obstakel voor de speler, maar werken ook als bescherming.

### Puntentelling
Bij elke 12.000 punten krijgt de speler een extra toverstaf, tot een maximum van 6 toverstaven. Het spel eindigt wanneer alle toverstaven zijn gebruikt. Het spel gebruikt de volgende puntentelling:
- hoofd van de duizendpoot: 100 punten
- lichaamsdeel van de duizendpoot: 10 punten
- spin, korte afstand: 900 punten
- spin, gemiddelde afstand: 600 punten
- vlooi: 200 punten
- schorpioen: 1.000 punten
- paddenstoel herstellen: 5 punten
- paddenstoel vernietigen: 1 punt

### Speelmodes
De volgende speelmodes zijn in het spel beschikbaar:
- een speler (singleplayer)
- twee spelers (afwisselend)
- twee spelers (wedstrijd)
- twee spelers (team)

## Versies

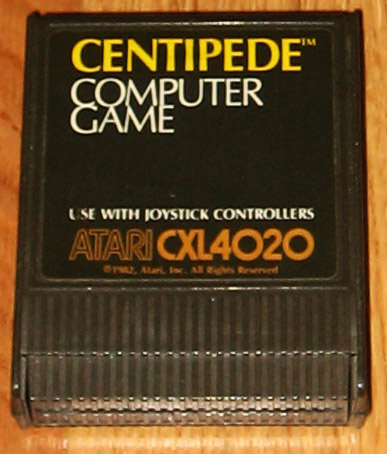
Een spelcartridge.

Centipede kwam al gauw voor de spelcomputers van Atari beschikbaar. Zo kwam het spel in 1982 uit voor de Atari 2600, Atari 5200 en de Atari 8 bit-familie. Een versie voor de BBC Micro werd uitgebracht door Superior Interactive in 1983. In 1987 verscheen een uitgave voor de Atari 7800.
Onder de naam Atarisoft werden ook versies voor de Apple II-familie, ColecoVision, Commodore 64, Commodore VIC-20, Intellivision en de Texas Instruments TI-99/4A.

## Platforms
| Jaar | Platform                                                                                    |
| ---- | ------------------------------------------------------------------------------------------- |
| 1980 | Arcade                                                                                      |
| 1981 | ZX81                                                                                        |
| 1982 | Atari 2600, Atari 5200, Atari 8-bit                                                         |
| 1983 | Apple II, BBC Micro, ColecoVision, Commodore 64, Intellivision, PC Booter, TI-99/4A, VIC-20 |
| 1987 | Atari 7800                                                                                  |
| 1992 | Game Boy                                                                                    |
| 1998 | Game Boy Color, Windows                                                                     |
| 1999 | Dreamcast, Game.Com, PlayStation                                                            |
| 2001 | Macintosh                                                                                   |
| 2008 | iPhone                                                                                      |
| 2010 | Browser                                                                                     |
| 2011 | PSP, PlayStation 3, Windows Phone                                                           |
| 2012 | PS Vita                                                                                     |

## Vervolgen en merchandise
Het spel kreeg een vervolg in 1982, in dat jaar werd Millipede uitgebracht. In 1998 werd een nieuwe versie van Centipede uitgebracht voor Windows, PlayStation en de Dreamcast. Deze verschilt in verschillende opzichten met het oorspronkelijke spel. Zo speelt het nieuwe spel zich af in een driedimensionaal gebied en is er een campagne aanwezig, die met een of meerdere spelers kan worden gespeeld. De oorspronkelijke versie wordt ook meegeleverd, deze bevat kleine grafische verbeteringen. In 2011 werd Centipede: Infestation uitgebracht voor de Nintendo 3DS en Wii.
Bij het spel werd een stripverhaal meegeleverd wat afkomstig is van DC Comics. In 1983 werd een bordspel van het spel uitgebracht door de Milton Bradley Company.

## Trivia
- Het spel is opgenomen in het boek 1001 Video Games You Must Play Before You Die van Tony Mott.